# Sigurimi

Logo der Sigurimi mit dem Euphemismus: „Für das Volk, mit dem Volk“

Sigurimi (albanisch für „Sicherheit“; offiziell: Drejtoria e Sigurimit të Shtetit, „Direktion der Staatssicherheit“) war die Geheimpolizei Albaniens während der (neo)stalinistischen Gewaltherrschaft unter Enver Hoxha seit dem Ende des Zweiten Weltkriegs bis zum politischen Umsturz 1990/91.

## Funktion und Aufbau
Der Sigurimi wurde unmittelbar nach der kommunistischen Machtübernahme 1944 vom albanischen Diktator Enver Hoxha als wichtigstes Machtinstrument des Einparteiensystems und seiner persönlichen Herrschaft gegründet.

„Die Staatssicherheit ist die scharfe und geliebte Waffe unserer Partei, weil sie die Interessen des Volkes und unseres sozialistischen Staates gegen innere und äußere Feinde schützt.“

Die Direktion für Staatssicherheit war Bestandteil des Innenministeriums und unterstand somit dem Innenminister als oberstem Dienstherrn. Ein stellvertretender Innenminister war für die Tätigkeit des Sigurimi direkt zuständig, der unmittelbar durch einen Direktor geleitet wurde.
Hoxha bezeichnete den Sigurimi gemäß stalinistischer Tradition als die Elite und Vorkämpfer der kommunistischen Gesellschaft. Seine Angehörigen genossen Privilegien im Vergleich zur übrigen Bevölkerung. 1945 umfasste die Truppe 5.000 Mann uniformierter bewaffneter Kräfte; bis 1989 wuchs deren Zahl auf über 10.000 Mann an. Wie viele Geheimdienstler und Zuträger für den albanischen Geheimdienst arbeiteten, ist unbekannt.
In jedem der damals 26 albanischen Landkreise existierte ein bei der Abteilung für Inneres angesiedeltes Distriktkommando, das fachlich dem Hauptquartier in Tirana unterstellt war. Im Sigurimi gab es die folgenden in drei Direktionen aufgeteilten Tätigkeitsbereiche: Politische Kontrolle, Zensur, Dokumentation, Gefangenenlager, Truppen der inneren Sicherheit, Personenschutz, Gegenspionage und Auslandsaufklärung.
Die Erste Direktion diente als größte Struktureinheit mit zahlreichen Abteilungen nominell der Gegenspionage, in Wirklichkeit aber in weit größerem Maße der politischen Kontrolle; sie überwachte die ideologische Linientreue aller Bürger. Diese Direktion organisierte auch die Telefonüberwachung. Die Abteilung Dokumentation sammelte alle Regierungsakten, die als geheim eingestuft wurden, darunter auch Statistiken über die wirtschaftliche und soziale Situation des Landes. Die Abteilung für die Gefangenenlager unterhielt 14 größere Anstalten im ganzen Land. Besonders verrufen war das Gefängnis in Burrel.
Die Zweite Direktion gewährleistete die „Sicherheit der Führungskader“, d. h. den Personenschutz.
Die Angehörigen der Dritten Direktion – der Auslandsaufklärung – stellten einen großen Teil des in den albanischen Botschaften beschäftigten Personals. Ihr Operationsfeld umfasste auch Organisationen albanischer Emigranten in den westlichen Staaten, um deren agenturische Durchdringung der Sigurimi stark bemüht war.
Entgegen der eigenen Propaganda diente der Sigurimi vor allem zur Kontrolle der eigenen Bevölkerung mit Mitteln der Überwachung, der Repression und des Terrors. Dagegen spielte die Abwehr feindlicher Agenten und die eigene Auslandsspionage nur eine geringe Rolle. Geheimdienstexperten verschiedener westlicher Länder waren der Meinung, dass kein kommunistisches Land bezogen auf seine Bevölkerung eine derart große Geheimpolizei unterhalten hat wie Albanien.
Die Methoden des Sigurimi glichen denen anderer Geheimdienste kommunistischer Länder (KGB, Securitate, Stasi usw.). Wie diese unterhielt die Sigurimi ein dichtes Netz von Spitzeln, das die lückenlose Überwachung der Bevölkerung ermöglichte. Die albanische Geheimpolizei hat auch eigene Gefängnisse und Lager unterhalten.

### Internierung und Verbannung
Eine besondere Form der Unterdrückung war die Internierung in abgelegenen Dörfern. Nicht genehme Personen und politische Häftlinge nach Verbüßung ihrer Lagerhaft mussten in abgelegenen und wenig entwickelten Regionen leben, wobei sie außerhalb der Arbeit meist keinen Kontakt zur lokalen Bevölkerung hatten. Auch Familienangehörige von politischen Gefangenen wurden in solche Orte geschickt. 
Die Verbannten durften diese zugewiesenen Wohnorte nur mit speziellen Genehmigungen verlassen. Selbst dort geborene Kinder konnten nur in seltenen Fällen die Dörfer verlassen – in der Regel wurde ihnen auch die weiterführende Ausbildung verweigert. Eine Internierung bedurfte keines Gerichtsurteils, sondern erfolgte auf administrativem Wege durch eine Kommission unter Federführung des für den Sigurimi zuständigen stellvertretenden Innenministers, was eine unbegrenzte Willkür ermöglichte.
In ihren 2024 auf Deutsch erschienen Erinnerungen „Abseits unter Menschen. Verbannt in Albanien 1973–1990“ beschreibt Liri Lubonja ihr Leben in den Internierungsdörfern Fishta und Torovica/Malecaj bei Lezha nach der Verhaftung ihres Manns Todi Lubonja und ihres Sohns Fatos Lubonja.  

## Geschichte

### Anfangsjahre
Nach der kommunistischen Machtübernahme wurde die Sigurimi zuerst gegen Angehörige der alten Eliten eingesetzt. Vorkriegspolitiker, Intellektuelle, Prostituierte und Geistliche der verschiedenen Religionsgemeinschaften wurden verhaftet, gefoltert und mit oder ohne Abhaltung von Schauprozessen exekutiert. Weitere wurden zu langjährigen Haftstrafen und Zwangsarbeit verurteilt. Angebliche Spionage für ausländische Geheimdienste und antialbanische Agitation waren die Hauptvorwürfe, die fast immer gegen die innenpolitischen Gegner vorgebracht wurden.
Nach dem politischen Bruch mit Tito-Jugoslawien im Jahr 1948 und erneut nach dem Bruch mit dem Sowjetregime und dem Austritt aus dem Warschauer Pakt war der Sigurimi faktisch bis zum Ableben Enver Hoxhas vor allem mit der Ausschaltung innerparteilicher Gegner Hoxhas bzw. mit der Ausschaltung von Personen, die von ihm nach stalinschem Vorbild aus machtstrategischen Gründen willkürlich zu „Partei- und Volksfeinden“ erklärt worden waren, beschäftigt. Tausende gerieten als vermeintliche jugoslawische Spione oder einfach als so genannte Titoisten bzw. als Agenten des KGB in die Fänge des albanischen Geheimdienstes. Das traf auch den ersten albanischen Innenminister nach dem Krieg, Koçi Xoxe, der auch Chef des Sigurimi war. Er gehörte zur projugoslawischen Fraktion der Kommunistischen Partei und war Hoxhas Rivale. 1949 wurde er verhaftet, in einem Geheimprozess zum Tode verurteilt und gehängt.

### 1970–1991

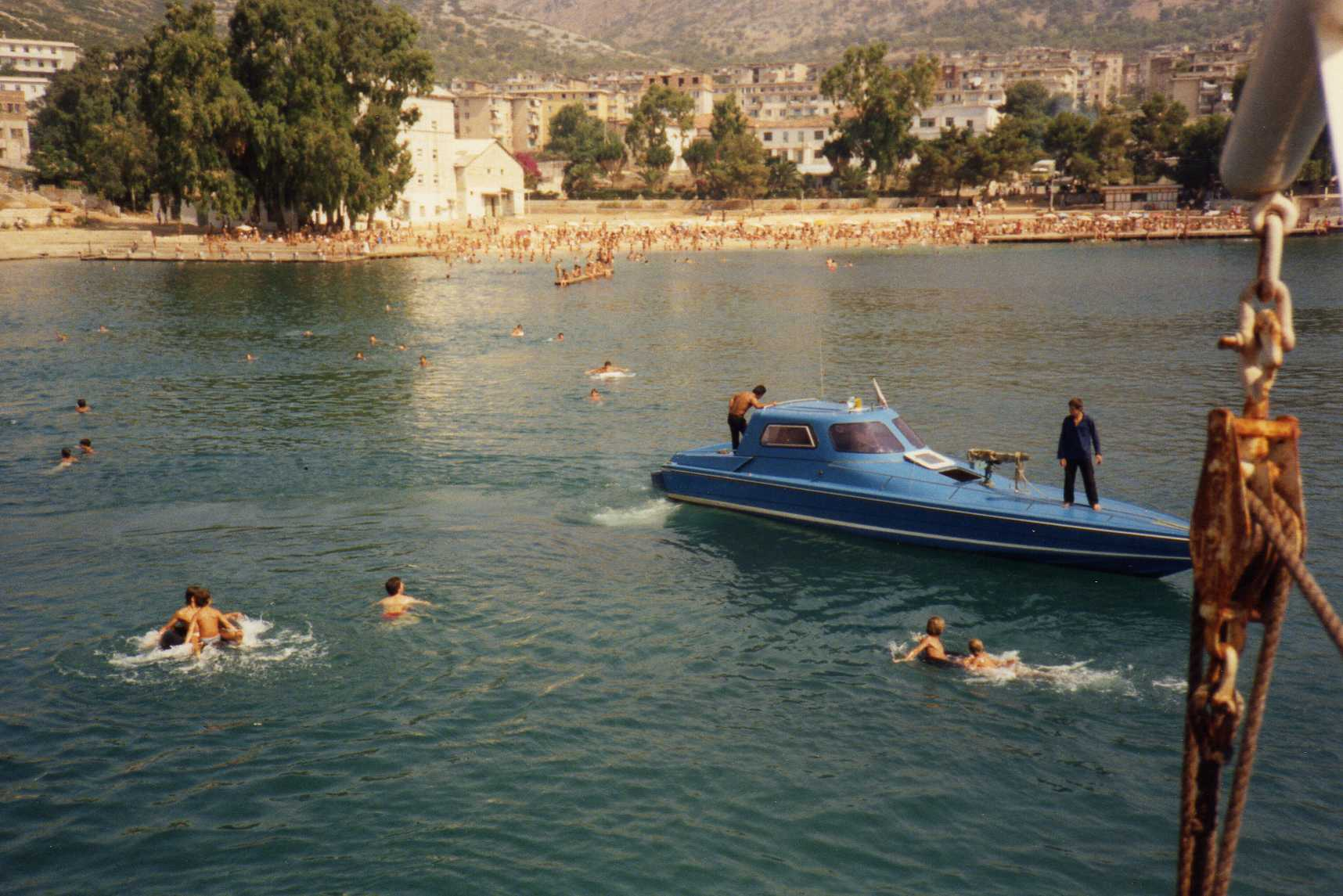
Ein Boot der Sigurimi 1991 in Saranda

Weitere Säuberungswellen, die zu Hinrichtungen und langjährigen Haftstrafen für führende Parteimitglieder führten, erfassten ab 1973 den Kultur- und Medienbereich (Todi Lubonja, Fadil Paçrami), danach die Führung der Streitkräfte unter dem vorher besonders einflussreichen Beqir Balluku, später die Wirtschaftsführung mit den Politbüromitgliedern Koço Theodhosi und Abdyl Këllezi sowie dem Außenhandelsminister Kiço Ngjela, und schließlich – nach dem Selbstmord des langjährigen Kampfgefährten Hoxhas, des Premierministers Mehmet Shehu und dessen posthumer Erklärung zum Feind und Agenten mehrerer Geheimdienste – 1983 die Spitze des Sigurimi selbst. Die Nachfolger Koçi Xoxes als Innenminister, das langjährige Politbüromitglied Kadri Hazbiu und der noch nicht lange vom Sigurimichef zum Innenminister aufgestiegene Feçor Shehu fanden somit ebenfalls ein gewaltsames Ende. Lediglich der letzte Innenminister unter Hoxha und Alia, Hekuran Isai, unter dessen Federführung seine Vorgänger als vorgebliche Polyagenten liquidiert wurden, hat somit die Diktatur überlebt.
Der permanente Terror des Geheimdienstapparats hielt zu Hoxhas Lebzeiten in unverminderter Härte an. Erst nach Hoxhas Tod 1985 wurde unter seinem Nachfolger Ramiz Alia der Druck auf die Bevölkerung etwas verringert. Den 1990 in kurzer Zeit anwachsenden Widerstand gegen das Regime konnte der Geheimdienst nicht mehr stoppen. Nach dem Sieg der demokratischen Revolution wurde der Sigurimi in die Nachfolgeorganisation SHIK umgewandelt.

## Aufarbeitung
Eine wissenschaftliche Auseinandersetzung mit der Geschichte des Sigurimi hat in Albanien bis heute nicht stattgefunden. Auch im Ausland gibt es dazu kaum Arbeiten. Ein Großteil der Geheimdienstakten wurde schon während der Wende im Winter 1990/91 beseitigt, weitere gingen bei den Unruhen 1997 infolge des „Lotterieaufstandes“ verloren. Die gesellschaftliche Diskussion über die Verbrechen des kommunistischen Geheimdienstes war und ist in Albanien schwierig. Es gab in Albanien keine Bürgerrechtsbewegung, die das gefordert hätte, der Verband der Opfer politischer Gewalt hat in den politischen Parteien zu wenig Verbündete. Schließlich waren seit 1990 die aktuellen politischen und ökonomischen Probleme Albaniens immer so gravierend, dass die Mehrheit eine Beschäftigung mit der schmerzhaften jüngeren Vergangenheit für nachrangig hielt. Zudem muss davon ausgegangen werden, dass auch die Verstrickung eines Teils der heutigen politischen Kaste in die Machenschaften des Sigurimi das Interesse an einer Offenlegung der verbliebenen Unterlagen bremsen.
Es ist unbekannt, wie viele Menschen dem Terror der Sigurimi zum Opfer fielen. Schätzungen gehen von über 7000 Todesopfern und mehr als 100.000 Menschen aus, die eingesperrt wurden.
Am 30. April 2015 beschloss das albanische Parlament ein Gesetz zur Öffnung der Akten des Geheimdienstes für alle Bürger des Landes.
2016 wurde die „Behörde zur Information über die Dokumente der früheren Staatssicherheit“ (albanisch Autoritetit për Informimin mbi Dosjet e Sigurimit të Shtetit) gegründet. Ihre Direktorin Gentiana Sula stammt aus einer verfolgten Familie. Das Amt soll den Aktenbestand digitalisieren und Verfolgten Einblick in die Sigurimi-Akten gewähren. Nach ihren Angaben wurden in den insgesamt 55 Jahren des Bestehens der Sigurimi 212.000 Akten mit 30 Millionen Seiten und 250.000 Tondokumente angelegt. Nach einer parlamentarischen Studie von 1998 wurden insgesamt 33 % aller Albaner politisch verfolgt.

## Opfer der Sigurimi
Schätzungen gehen davon aus, dass in Albanien unter dem kommunistischen Regime rund 6.000 Personen hingerichtet und 17.000 inhaftiert wurden.
Lange Haftstrafen saßen unter vielen anderen ab:
- Pjetër Arbnori, 1992–1997 Parlamentspräsident
- Simon Jubani, katholischer Priester
- Reshat Bardhi, Oberhaupt der Bektaschi
- Fatos Lubonja, Schriftsteller
- Todi Lubonja, Politiker und Publizist